# Schtschurowskia meifolia
Schtschurowskia meifolia là một loài thực vật có hoa trong họ Hoa tán. Loài này được Regel & Schmalh. miêu tả khoa học đầu tiên.